# Кудрин, Борис Николаевич
Кудрин Борис Николаевич (1898 — 1977) — участник Первой мировой и Гражданской войн, лётчик-испытатель 1-го класса.

## Биография
В 1917 г. окончил Гатчинскую военную авиашколу.
В годы Гражданской войны командовал 14-м истребительным отрядом.
В 1922—1924 гг. будучи помощником начальника Серпуховской школы стрельбы и бомбометания («Стрельбом») руководил лётной подготовкой.
В 1924—1925 гг. работал в Борисоглебской авиашколе.
В 1927—1932 гг. на работе в Гражданском Воздушном Флоте, летал на трассе Архангельск — Сыктывкар.
С 1932 года на испытательной работе.
С 1932 по октябрь 1936 – лётчик-испытатель КБ Харьковского авиационного института. Поднял в небо и провёл испытания самолётов «Омега» (1932), ХАИ-1 (8.10.1932), ХАИ-4 (лето 1934), УПБ (11.05.1935), АНТ-26 в планерном варианте (7.05.1935), ХАИ-6 (15.06.1935). В октябре 1936 года уволен в запас.
По свидетельству родных и близких, Борис Николаевич никогда не скрывал своей веры. Именно приверженность Православию стала в октябре 1936 года причиной его отказа от дальнейшего продвижения по служебной лестнице и увольнения в запас в звании старшего лейтенанта.
С октября 1936 года работал лётчиком-испытателем авиазавода № 22 (Москва). Провёл испытания самолётов «С» (лето .) и СПБ (18.02.1940 г.). Испытывал серийные ТБ-3 (1936 — 1938 гг.), СБ (1936 — 1941 гг.), Ар-2 (.), Пе-2 (.) и их модификации.
В 1940 году Борису Николаевичу присвоено звание «Лётчик-испытатель 1-го класса».
С 1941 по 1945 – лётчик-испытатель авиазавода № 293 (г. Химки Московской области). Провёл испытания БИ-1 в планерном варианте (сентябрь-октябрь 1941), БИ-2 (январь-март 1945).
С 1945 по февраль 1952 – лётчик-испытатель, заместитель начальника ЛИС авиазавода № 51. Испытывал ЖРД и крылатые ракеты конструкции В.Н. Челомея.
Жил в Москве. Умер 9 ноября 1977 года. Похоронен в селе Полушкино Одинцовского района Московской области.

## Награды
- орден Красного Знамени (1921)
- орден Отечественной войны I степени (29.04.1944)
- орден Красной Звезды (28.10.1967)